# Östra Herrestads landskommun
Östra Herrestads landskommun var en tidigare kommun i dåvarande Kristianstads län.

## Administrativ historik
Kommunen bildades i Östra Herrestads socken i Ingelstads härad i Skåne när 1862 års kommunalförordningar trädde i kraft. 
Vid kommunreformen 1952 uppgick kommunen i Hammenhögs landskommun som 1969 upplöstes då denna del uppgick i Simrishamns stad som 1971 ombildades till Simrishamns kommun.